# Тоганас (Акмолинская область)
Тоганас (каз. Тоғанас ауылы, до 2010 г. — 30 лет Казахстана) — аул в Егиндыкольском районе Акмолинской области Казахстана. Входит в состав Узункольского сельского округа. Код КАТО — 114447200.

## География
Аул расположен в 48 км на юго-восток от районного центра села Егиндыколь, в 15 км на юго-восток от центра сельского округа села Узункольское. Близ села проходит автодорога P-208.

## Население
В 1989 году население села составляло 438 человек (из них казахов 100%).
В 1999 году население села составляло 350 человек (178 мужчин и 172 женщины). По данным переписи 2009 года, в селе проживали 244 человека (121 мужчина и 123 женщины).
| Численность населения | Численность населения | Численность населения |
| 1989                  | 1999                  | 2009                  |
| --------------------- | --------------------- | --------------------- |
| 438                   | ↘350                  | ↘244                  |